# Mauna Loa
Mauna Loa – najwyższy aktywny wulkan tarczowy, szósty pod względem wysokości szczyt Australii i Oceanii.
Położony jest na archipelagu Hawajów, na wyspie Hawaiʻi. Pod wodą znajduje się 4975 m góry, a jej pozostała część wznosi się na dalsze 4170 m ponad lustro wody, czyli jej łączna wysokość równa się 9145 m. Pretenduje do miana największej, najpotężniejszej góry świata, a jego objętość szacuje się na ok. 80 tysięcy km³. Zajmuje ok. 50% powierzchni wyspy, czyli 5180 km².
Mauna Loa to również jeden z najaktywniejszych wulkanów na świecie. Zbudowany jest z warstw zastygłej lawy i przejawia aktywność przeciętnie co trzy lata. Pierwsza udokumentowana erupcja nastąpiła w 1843 roku. Od tego czasu wulkan wybuchał 33 razy. Przedostatnia erupcja nastąpiła w 1984 roku i trwała nieprzerwanie przez 22 dni. Obecnie nadal istnieje zagrożenie wybuchem, jednak Mauna Loa jest pokryty siecią urządzeń informujących o zachodzących w jego wnętrzu procesach.
Wulkan znów dał o sobie znać po niemal 38 latach, 27 listopada 2022 roku. Erupcja rozpoczęła się około północy w kalderze wulkanu, nie zagrażając tym zamieszkałym w okolicy ludziom. Wybuch wulkanu poprzedziło kilka trzęsień ziemi. Następnego dnia erupcja w kalderze zanikła, jednak nowe szczeliny erupcyjne otworzyły się w północno-wschodniej strefie ryftu. Do dnia 30 listopada aktywna była już tylko pojedyncza szczelina produkująca potok lawy kierujący się na północny wschód.

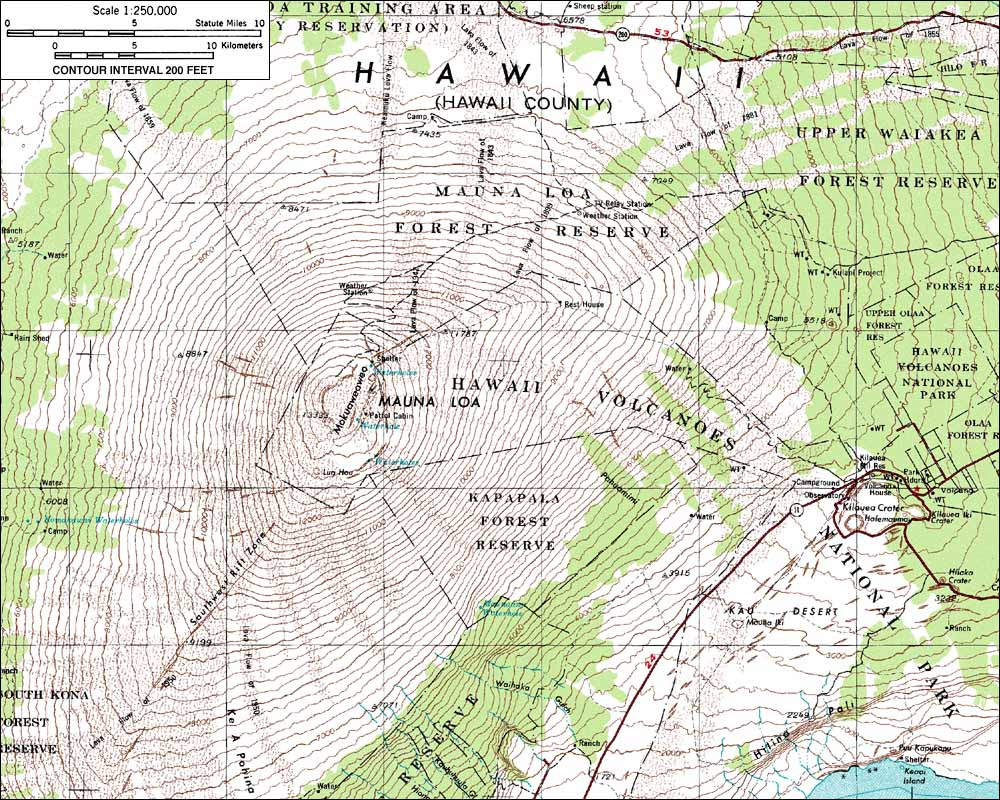
Topograficzna mapa wulkanu Mauna Loa
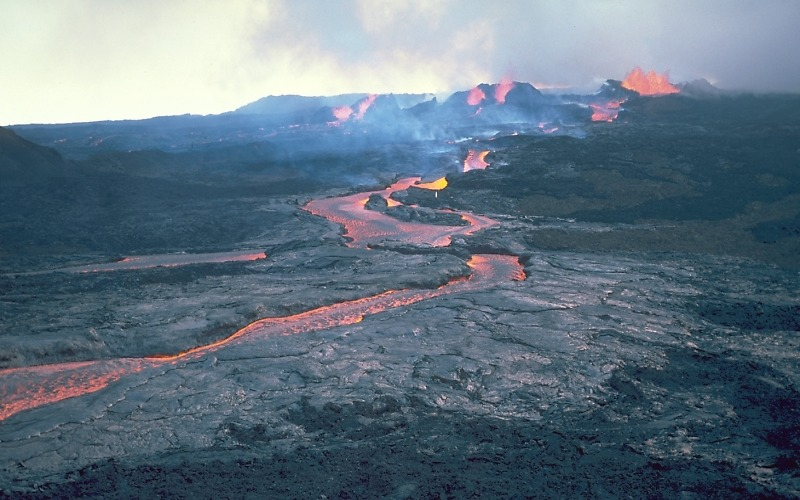
Kanał lawy podczas erupcji w 1984
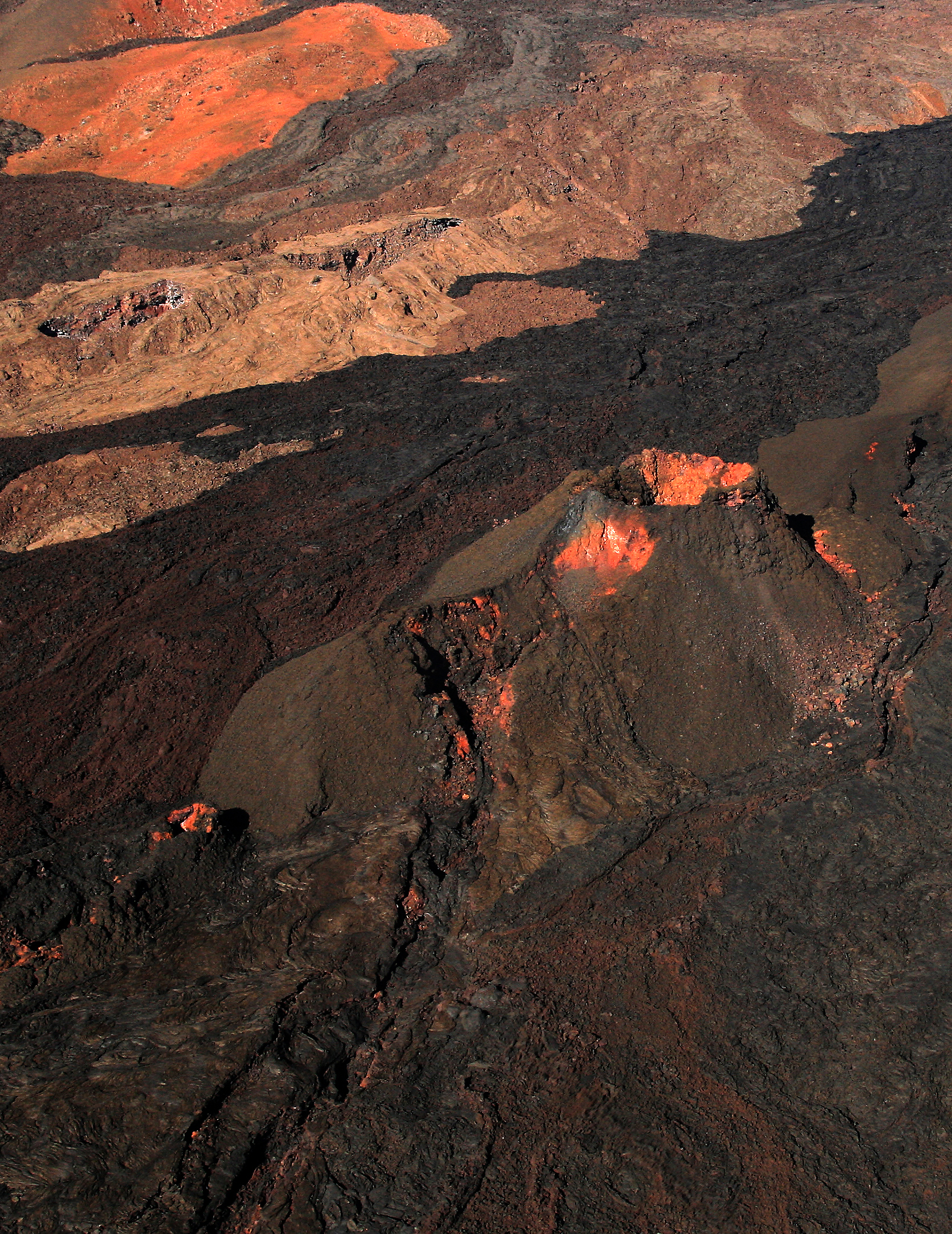
Widok na Mauna Loa z powietrza